# Kanton Auch-Nord-Ouest
Auch-Nord-Ouest is een voormalig kanton van het Franse departement Gers. Het kanton maakte deel uit van het arrondissement Auch. Het werd opgeheven bij decreet van 26 februari 2014, met uitwerking op 22 maart 2015.

## Gemeenten
Het kanton Auch-Nord-Ouest omvatte de volgende gemeenten:
- Auch (deels, hoofdplaats)
- Castin
- Duran
- Mirepoix
- Montaut-les-Créneaux
- Preignan
- Roquelaure
- Sainte-Christie